# Loi de Laplace (thermodynamique)
Pour les articles homonymes, voir Loi de Laplace.
En thermodynamique, la loi de Laplace est une relation reliant la pression et le volume d'un gaz parfait subissant une transformation adiabatique et réversible (isentropique). Cette relation peut être déclinée avec la température et le volume, ou la température et la pression.
Cette loi ne s'applique qu'à des transformations dans lesquelles la variation de température est peu importante, pour lesquelles on peut approximativement considérer les capacités thermiques du gaz comme constantes.

## Historique
Les transformations adiabatiques ont été étudiées par Pierre-Simon de Laplace dans son étude de 1816 sur le calcul de la vitesse du son. Les expressions de la loi ont été écrites explicitement par Denis Poisson en 1822. L'indice adiabatique {\displaystyle \gamma }, rapport des capacités thermiques isobare et isochore, employé dans la formule de la vitesse du son, est également appelé coefficient de Laplace.

## Loi de Laplace

### Énoncé
Au cours d'une transformation adiabatique et réversible (isentropique) d'un gaz parfait, on a la relation suivante :
| Loi de Laplace : {\displaystyle PV^{\gamma }={\text{constante}}} |

que l'on peut aussi exprimer sous les formes :
avec :
- {\displaystyle P} la pression ;
- {\displaystyle V} le volume ;
- {\displaystyle T} la température ;
- {\displaystyle \gamma } l'indice adiabatique ou coefficient de Laplace.

La constante de la loi de Laplace (différente d'une forme à l'autre) ne dépend que des conditions initiales de pression, température et volume de la transformation.
Les relations de Laplace ne sont valables que :
- lors d'une transformation adiabatique et réversible ;
- à composition constante (en l'absence de réaction chimique) ;
- pour un gaz parfait ;
- si l'on suppose que {\displaystyle \gamma } ne dépend pas de la température[1].

Par définition {\displaystyle \gamma ={C_{P} \over C_{V}}} avec :
- {\displaystyle C_{P}} la Capacité thermique isobare (à pression constante) ;
- {\displaystyle C_{V}} la Capacité thermique isochore (à volume constant).

En toute rigueur, les capacités thermiques d'un gaz parfait dépendent de la température,. La loi de Laplace n'est donc pas exacte pour un gaz parfait.
À toute température on a {\displaystyle \gamma =5/3} pour tout gaz parfait monoatomique (comme l'argon). Pour des températures proches de 20 °C on a {\displaystyle \gamma =7/5=1{,}4} pour un gaz parfait diatomique (comme l'oxygène et l'azote).

### Démonstration
Par hypothèse, la transformation est :
- adiabatique ; le système étudié n'échange pas de chaleur {\displaystyle Q} avec l'extérieur, soit {\displaystyle \delta Q=0} ;
- réversible, soit {\displaystyle T\,\mathrm {d} S=\delta Q} ; avec {\displaystyle S} l'entropie ;
- effectuée sur un gaz parfait, en l'absence de changement d'état ;
- effectuée à quantité de matière {\displaystyle n} constante, en l'absence de réaction chimique ;
- effectuée à indice adiabatique {\displaystyle \gamma } constant.

Cette transformation étant adiabatique et réversible, elle est isentropique, soit {\displaystyle \mathrm {d} S=0}. Par définition des coefficients calorimétriques, on a les relations générales :
avec :
- {\displaystyle C_{P}} la capacité thermique isobare ;
- {\displaystyle C_{V}} la capacité thermique isochore ;
- {\displaystyle h} le coefficient de compression isotherme ;
- {\displaystyle l} le coefficient de dilatation isotherme.

Les relations de Maxwell donnent les première et deuxième relations de Clapeyron :
{\displaystyle l=T\left({\partial S \over \partial V}\right)_{T}=T\left({\partial P \over \partial T}\right)_{V}}
{\displaystyle h=T\left({\partial S \over \partial P}\right)_{T}=-T\left({\partial V \over \partial T}\right)_{P}}
L'équation des gaz parfaits, {\displaystyle PV=nRT}, induit :
{\displaystyle l=T\left({\partial  \over \partial T}{nRT \over V}\right)_{V}={nRT \over V}=P}
{\displaystyle h=-T\left({\partial  \over \partial T}{nRT \over P}\right)_{P}=-{nRT \over P}=-V}
On obtient donc, pour les gaz parfaits uniquement :
La variation de température vaut :
{\displaystyle \mathrm {d} T=-{P \over C_{V}}\,\mathrm {d} V={V \over C_{P}}\,\mathrm {d} P}
On définit {\displaystyle \gamma =C_{P}/C_{V}} le coefficient de Laplace, ou indice adiabatique. On réécrit : 
{\displaystyle -\gamma \,{\mathrm {d} V \over V}={\mathrm {d} P \over P}}
On considère que lors de la transformation {\displaystyle \gamma } est constant (en toute rigueur, pour un gaz parfait, il dépend de la température). On intègre entre un état initial {\displaystyle \left(P_{\circ },V_{\circ },T_{\circ }\right)} et un état final {\displaystyle \left(P,V,T\right)}, on obtient :
{\displaystyle -\gamma \,\int _{V_{\circ }}^{V}{\mathrm {d} V \over V}=\int _{P_{\circ }}^{P}{\mathrm {d} P \over P}}
{\displaystyle -\gamma \,\ln \left({V \over V_{\circ }}\right)=\ln \left({P \over P_{\circ }}\right)}
et donc :
Avec, selon l'équation d'état des gaz parfaits :
{\displaystyle {P_{\circ }V_{\circ } \over T_{\circ }}={PV \over T}=nR}
par substitutions, on obtient également :

## Extensions

### Avec une autre équation d'état
D'autres modèles que celui du gaz parfait peuvent être employés, toutes les autres hypothèses d'établissement de la loi étant conservées. Par exemple, avec l'équation d'état de van der Waals on obtient :
avec (voir l'article dédié Équation d'état de van der Waals) :
- {\displaystyle a} le terme de cohésion, lié aux forces intermoléculaires ;
- {\displaystyle b} le covolume, lié au volume des molécules ;
- {\displaystyle n} la quantité de matière ;
- {\displaystyle \gamma } l'indice adiabatique (considéré comme constant).

### Les processus polytropiques
Un processus polytropique est un processus dans lequel intervient un transfert thermique (échange de chaleur) partiel entre le milieu et son extérieur. La pression, le volume et la température vérifient les relations :
L'indice polytropique {\displaystyle k} correspond aux transformations suivantes d'un gaz parfait :
- {\displaystyle k<0}, le volume et la pression augmentent simultanément (explosion) ;
- {\displaystyle k=0}, processus isobare (à pression constante) ;
- {\displaystyle k=1}, processus isotherme (à température constante) ;
- {\displaystyle k<\gamma }, compression avec refroidissement ou détente avec réchauffement ;
- {\displaystyle k=\gamma }, processus isentropique (à entropie du système constante) ou adiabatique réversible (à transfert thermique nul) ; dans ce cas la loi polytropique s'identifie avec la loi de Laplace ;
- {\displaystyle k>\gamma }, compression avec réchauffement ou détente avec refroidissement ;
- {\displaystyle k=\pm \infty }, processus isochore (à volume constant).

## Applications

### Détentes isotherme et adiabatique
On considère {\displaystyle V_{\circ }} = 1 litre de gaz parfait diatomique ({\displaystyle \gamma } = 1,4) à {\displaystyle P_{\circ }} = 10 bar. On fait subir une transformation réversible à ce gaz afin d'atteindre un volume {\displaystyle V} = 10 litres.
Si la transformation est isotherme, à température {\displaystyle T} constante, l'équation des gaz parfaits donne :
{\displaystyle PV=P_{\circ }V_{\circ }=nRT}
On obtient {\displaystyle P} = 1 bar.
Si la transformation est adiabatique, la loi de Laplace donne :
{\displaystyle PV^{\gamma }=P_{\circ }{V_{\circ }}^{\gamma }}
On obtient {\displaystyle P} = 0,4 bar.
La pression obtenue par une détente adiabatique est plus faible que celle obtenue par une détente isotherme.

### En météorologie et en vol à voile
Le modèle des gaz parfaits s'applique correctement à l'air dans les conditions de pression et température atmosphériques. La loi de Laplace s'applique donc correctement à l'atmosphère. L'air étant constitué principalement d'azote et d'oxygène, gaz diatomiques, on peut utiliser {\displaystyle \gamma } = 7/5 = 1,4 pour l'air à des températures proches de 20 °C.
En météorologie, la loi de Laplace permet le calcul du gradient thermique adiabatique (ou adiabatique sèche) qui est d'environ 9,76 K/km. Ce gradient exprime la variation de la température avec l'altitude. En vol à voile, à partir de sondages atmosphériques, il permet de déterminer si l'atmosphère est stable ou instable. Cela détermine la formation d'orages et indique aux pilotes de planeurs s'ils peuvent exploiter les ascendances thermiques.